# Elliott Smith

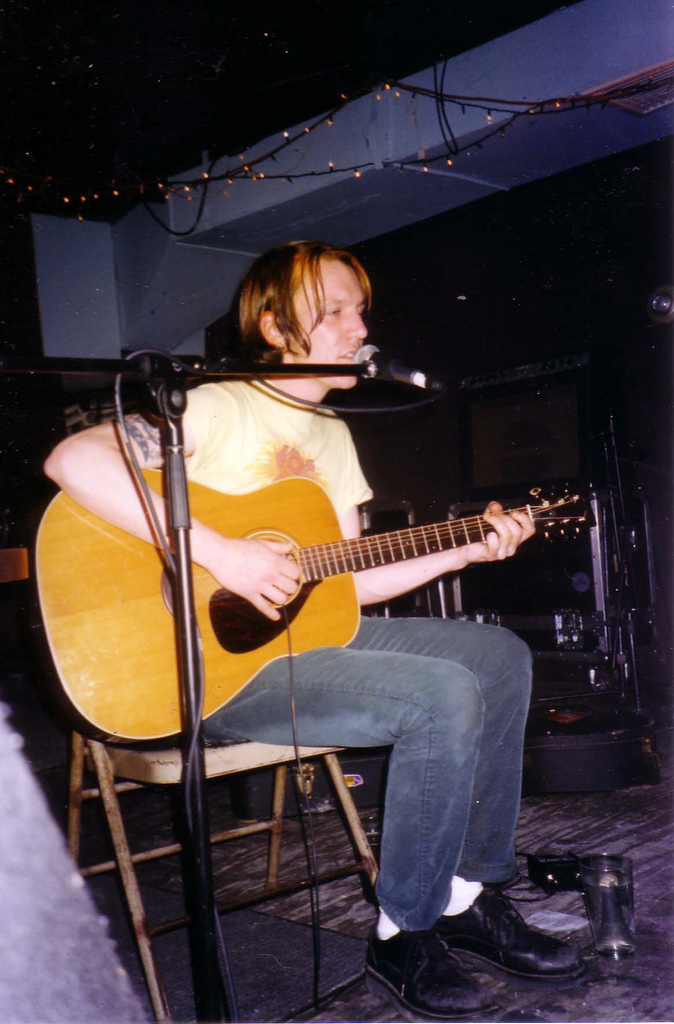
Elliott Smith live in 1997.

Elliott Smith, geboren als Steven Paul Smith (Omaha, Nebraska, 6 augustus 1969 – Los Angeles, 21 oktober 2003) was een Amerikaans singer-songwriter. Smith is onder andere bekend van zijn nummers voor de film Good Will Hunting, waaronder Miss Misery, dat hem een Oscar-nominatie opleverde. Smith staat echter ook bekend als een van de invloedrijkste songwriters van de indie-scene.

## Biografie
Tijdens zijn jeugd in Portland (Oregon) was Smith al bezig met muziek. Hij leerde het spelen van de piano en de gitaar, en in zijn jonge tienerjaren begon hij met het schrijven en opnemen van eigen werk. Op de middelbare school speelde hij in de band Stranger than Fiction. Smith werd een van de leidende figuren in de muziekscene van Portland, en in 1993 bracht hij met de band Heatmiser zijn eerste album uit: Dead Air.
In 1994 bracht Smith zijn eerste soloalbum uit onder de titel Roman Candle. Vervolgens verruilde hij het kleine Cavity Search label voor het grotere Kill Rock Stars. In 1995 kwam bij deze platenmaatschappij het tweede, titelloze album uit. Dit album, later geroemd, zorgde nog voor weinig bekendheid, al verkreeg Smith hiermee wel het predicaat 'Nick Drake van de indierock.' Met Heatmiser maakte hij nog twee albums die weinig opzien baarden.
In 1997 verscheen Either/Or met onder andere Say Yes en Between the Bars. Inmiddels had Smith een kleine, trouwe groep van fans opgebouwd, waaronder filmmaker Gus van Sant. Toen Smith naar New York verhuisde vroeg Van Sant aan Smith om toestemming enkele liedjes te gebruiken voor zijn dan in productie zijnde film Good Will Hunting. Smith besloot ook een aantal nieuwe nummers voor de soundtrack te schrijven, waaronder Miss Misery. Tot de verrassing van velen werd het nummer genomineerd voor een Oscar in de categorie 'Beste originele lied'. Smith won niet, maar hij mocht zijn lied spelen tijdens de uitreikingsceremonie en zijn reputatie werd hiermee gezet. Een ander nummer van hem, "Needle in the hay", kwam voor in de film Royal Tenenbaums.
Zijn bekendheid maakte het voor Smith mogelijk om over te stappen naar een groter platenlabel: DreamWorks. Zijn eerste album voor dit label, XO uit 1998, zorgde voor een internationale doorbraak. De critici van het Nederlands muziektijdschrift OOR riepen het uit tot beste album van 1998.
Smith verleende ondertussen zijn medewerking aan een nieuwe soundtrack: voor de film "American Beauty" maakte hij een cover van de Beatles-song Because. Zijn album Figure 8 nam hij vervolgens ook deels op in de Abbey Road Studios. Ook dit album, voller en met meer instrumenten dan voorheen, deed het goed bij pers en publiek.
Vervolgens ging Smith werken aan een opvolger. Hij leed echter steeds meer aan depressies en had problemen met alcoholisme en drugs. Voordat het nieuwe album voltooid was, werd Smith op 21 oktober 2003 in zijn huis in Los Angeles aangetroffen door zijn vriendin met twee steekwonden in zijn borstkas. Een uur later overleed hij aan deze wonden in het ziekenhuis. Hoewel de politie nooit met zekerheid heeft kunnen bevestigen hoe Smith is overleden wordt over het algemeen aangenomen dat hij zelfmoord pleegde. Op het afscheidsbriefje dat naast hem werd gevonden stond het volgende: "I'm so sorry - love Elliot, God forgive me". Elliott Smith werd 34 jaar.
Smiths nagebleven werk werd in 2004 door zijn erfgenamen postuum uitgebracht onder de titel From a Basement on the Hill.
In 2007 werden niet uitgegeven songs nog uitgebracht in het dubbel-cd album New Moon.

## Stijl
De muziekstijl van Elliott Smith wordt het meest omschreven als folk en indie. Vooral zijn eerdere albums zijn erg kaal van opzet. Hij wordt regelmatig vergeleken met artiesten als Nick Drake, Paul Simon en zijn eigen favoriete band, The Beatles.
Zijn teksten zijn overwegend donker, melancholisch en antimacho van aard. Dit paste bij zijn rustige, breekbare muziek. Een voorbeeld is een deel van het nummer Fond Farewell, afkomstig van het album waaraan hij werkte toen hij stierf:

| I see you're leaving me and taking up with the enemy |
| The cold comfort of the in between                   |
| A little less than a human being                     |
| A little less than a happy high                      |
| A little less than a suicide                         |
| The only things that you really tried                |

## Meningen
Ook na zijn doorbraak was Smith toch nog het meest bekend om zijn Good Will Hunting-liedjes. In een interview in 2000 gaf hij aan hier zelf geen problemen mee te hebben. Hij vond het een goede film en waardeerde het dat Van Sant zijn muziek wilde gebruiken.[4]
Smith had er ook weinig problemen mee dat zijn muziek werd uitgewisseld via het Internet en bootlegs. Hij zei hierover: “Ik ben niet een van die bands die miljoenen platen verkoopt en dan kwaad wordt op Napster” (een sneer naar Metallica) en “het is aardig wanneer mensen de moeite nemen muziek op te nemen die ze blijkbaar leuk vinden. Ik heb daar geen problemen mee.” [5]

## Films
Elliott Smith is te zien in drie films. Lucky Three (Jem Cohen) volgt Smith in Portland en bevat drie van zijn nummers. Strange Parallel (Steve Hanft) volgt Smith in Portland en New York, en bevat enkele interviews met vrienden. Smith is zeer kort te zien in de film Southlander, eveneens van Hanft.

## Trivia
- Het nummer 'Somebody That I Used to Know' van Smith is gebruikt in de gelijknamige aflevering van de serie True Blood, seizoen vijf aflevering acht.
- Het nummer 'Thirteen' is gebruikt in de serie Thirteen Reasons Why, een serie over de middelbare scholier Hannah Baker die zelfmoord pleegt.

## Discografie

### Heatmiser
- Dead Air (1993)
- Cop and Speeder (1994)
- Mic City Sons (1996)

### Soloalbums
- Roman Candle (1994)
- Elliott Smith (1995)
- Either/Or (1997)
- XO (1998)
- Figure 8 (2000)
- From a Basement on the Hill (2004)
- New Moon (2007)

### Bijdragen op andere albums
- Good Will Hunting, official soundtrack (1997): bevat zes nummers van Smith.
- American Beauty, official soundtrack (1999): bevat Because (een cover van het Beatles-nummer).
- The Royal Tenenbaums, official soundtrack : bevat Needle in the hay
- Paranoid Park, Official soundtrack (2007): bevat Angeles en The White Lady loves you more

### Covers
Nummers van Elliott Smith die door anderen gecoverd zijn:
- Between the Bars - Madeleine Peyroux (Careless Love)
- Between the Bars - Styrofoam
- Between the Bars - Chris Garneau (Music for Tourists)
- Christian brothers - Queens of the Stone Age
- The Biggest Lie - Bright Eyes
- Ballad of big nothing -  Julien Baker
- Between the Bars - The Vices

### Dvd
- Live at Olympia, WA (2004). Registratie van Smiths concert op het YoYo a GoGo-festival in 1999.

| Dvd's met eventuele hitnoteringen in de Nederlandse Music Top 30 | Datum van verschijnen | Datum van binnenkomst | Hoogste positie | Aantal weken | Opmerkingen |
| ---------------------------------------------------------------- | --------------------- | --------------------- | --------------- | ------------ | ----------- |
| Heaven adores you                                                | 2015                  | 25-07-2015            | 9               | 2            |             |